# Mount Calvin
Mount Calvin är ett berg i Antarktis. Det ligger i Östantarktis. Nya Zeeland gör anspråk på området. Toppen på Mount Calvin är 1 637 meter över havet, eller 16 meter över den omgivande terrängen. Bredden vid basen är 0,52 km.
Terrängen runt Mount Calvin är huvudsakligen kuperad, men söderut är den platt. Trakten är obefolkad. Det finns inga samhällen i närheten.